# Dalia Donadio
Dalia Donadio (* 1987 in der Schweiz) ist eine Schweizer Jazz- und Weltmusikerin (Gesang, Sampling, Komposition).

## Leben und Wirken
Dalia Donadio wuchs in als Tochter des Musikers Toni Donadio sowie der Musiklehrerin Madlen Donadio in der Region Baden auf. Bereits als kleines Mädchen trat sie mit ihren Eltern auf der Bühne im Musik-Restaurant «Prima Vista» auf, später dann im «Donadio Family Ensemble». 
Sie studierte an der Hochschule Luzern – Musik im Fach Jazz-Gesang; 2014 schloss sie ihren Master in Musikpädagogik im Profil Jazz ab.
Als Profimusikerin wirkte sie zunächst in Soul- und Pop-Projekten mit. Seit 2015 beschritt sie experimentellere Wege und gründete ihr im Jazzidom angesiedeltes Trio «Poem Pot» mit dem Gitarristen Urs Müller und dem Bassisten Raphael Walser, das „die Wechselwirkungen von Klang, Sprache und englischer Poesie“ auslotete. Mit «Poem Pot» entstanden 2016 und 2020 zwei Alben. Im Duo «Flagrant Délit» arbeitet sie mit Schlagzeuger Martin Perret und nutzte dabei erstmals Sampling (gleichnamiges Album 2021). 2023 folgte ihr Solo-Album «Zinnarella», das Lieder aufgreift, die sie von ihrem Vater Toni Donadio auf Kalabrisch gehört hat.
Zudem arbeitete Donadio mit der Harfenistin Linda Vogel im Duo «Schwalbe & Elefant» (Album Ich als Du, 2016). Weiterhin spielt sie im «Donadio Family Ensemble» mit ihren Eltern und ihrem Bruder Moreno. Sie ist auch auf einem Album mit Joseph Bowie zu hören.
2015 erhielt Donadio vom Aargauer Kuratorium einen Werkbeitrag von 20.000 Franken. 2018 war sie mit «Poem Pot» für den ZKB Jazzpreis nominiert.
Dalia Donadio lehrt Gesang an der Zürcher Hochschule der Künste sowie an der Musikschule Baar.